# Metzsch

Stammwappen derer von Metzsch

Die von Metzsch (auch Metsch) sind ein altritterliches sächsisch-meißnisch-vogtländisches freiherrliches (1699) und gräfliches (1703–1740) Adelsgeschlecht. Sie sind eines Stammes und Wappens mit denen von Pölnitz. Die Metzsch erscheinen oft auch ohne das Adelsprädikat „von“.

## Geschichte
Das Geschlecht tritt erstmals im Jahr 1238 mit Gotscalcus von Polnicz urkundlich auf und nimmt nach dem ererbten Dorf Mesitz (Miesitz) bei Neustadt an der Orla den Namen an. Am 15. März 1314 erscheint erstmals Lutoldus Metsch urkundlich unter diesem Namen, auch Lutold von Metzsch oder Lutold v. Poellnitz. Im Jahr 1474 wird Hans Metzsch zu Altenburg erwähnt. Ritter Konrad von Metzsch zu Mylau war Anfang des 16. Jahrhunderts burggräflich-meißnischer und bischöflicher Rat und Heinrich war 1594 Domherr in Naumburg. Im Naumburger Dom befinden sich verschiedene Epitaphe und Wappen des Domherren Johann Heinrich von Metzsch und anderer Familienmitglieder. August Friedrich und Joachim Christian von Metzsch waren Mitglieder der Fruchtbringenden Gesellschaft. 
Johann Ernst von Metsch (1629–1710), fürstlich-anhaltischer Landrat, wurde am 27. Dezember 1699 mit einer Wappenbesserung in den Freiherrenstand und am 12. Dezember 1703 in den Grafenstand für das Reich und die Erblande erhoben. Am 12. November 1734 wurden Johann Adolf von Metsch (1672–1740), kaiserlich-königlicher wirklicher geheimer Rat und Reichshofvizekanzler, und den Söhnen seines verstorbenen Bruders Johann von Metsch, nämlich Karl Ernst und Johann Friedrich von Metsch, eine Wappenbestätigung mit Wappenbesserung im Grafenstand verliehen.
Die Familie war begütert unter anderen in Groß- und Kleinaga (Reuß), Brunfrisch, ab Mitte des 15. Jahrhunderts für 500 Jahre auf Schloss Friesen im Vogtland (das 1945 abgerissen wurde), Golmengelin, Gorenzen (ab 1713), Irfersgrün, Kleyt, Kreischau, Kleinliebenau, Mosel) (Rittergut Obermosel II), Mutschau, Burg Mylau (Mitte 15. bis Ende 16. Jh.), Niedermylau, Polentzke, Reichenbach, Reinsdorf (Reuß), Roßlau, Schkeuditz, Schönfeld (Reuß), Schweta (1728–1840), Sornewitz, Wehlitz, Wildenau, Wildschütz, Zobes (bis 1719) und Schloss Netzschkau, das Caspar von Metzsch 1490 errichtete (1578 verkauft).
Ein Zweig der Familie kam auch nach Soest. Dieser Zweig erlosch mit dem Tod von Sabine Margarethe von Metsch, Ehefrau des Generals Hans Heinrich von Haeseler, im Jahr 1724.
Von Carolina Gräfin von Metsch, Erbtochter des 1740 ohne männlichen Nachkommen verstorbenen Reichsvizekanzlers Johann Adolf von Metsch, die mit Johann Joseph von Khevenhüller (1706–1766) verheiratet war, leitet sich  der Name der fürstlichen Linie derer von Khevenhüller-Metsch ab.

## Wappen
- Blasonierung des Stammwappens: In Silber ein blauer Sparren (auch eingebogener Sparren). Auf dem (gekrönten) Helm mit blau-silbernen Helmdecken ein blaues und ein silbernes Büffelhorn.
- Blasonierung des freiherrlichen Wappens von 1699: Geviert. Felder 1 und 4 das Stammpwappen, Felder 2 und 3 in Rot eine goldene Krone. Auf dem rot-golden bewulsteten Helm mit rechts blau-silbernen und links rot-goldenen Decken zwei von Blau und Silber übereck geteilte Büffelhörner.
- Blasonierung des gebesserten gräflichen Wappens von 1734: Geviert mit einem Herzschild wie das Stammwappen, gekrönt durch eine Grafenkrone. Felder 1 und 4 in Gold ein schwarzer Doppeladler mit Fürstenkrone (Reichsadler), Felder 2 und 3 in Rot eine goldene Krone aus der drei goldene Straußenfedern wachsen. Auf dem Schild eine goldene Krone, darüber 3 gekrönte Helme: I. mit blau-silbernen Decken zwei von Silber und Blau übereck beteilte Büffelhörner, II. mit schwarz-goldenen Decken der schwarze Doppeladler mit Fürstenkrone, III. mit rot-goldenen Decken drei goldene Straußenfedern. Als Schildhalter zwei widersehende goldene Löwen.

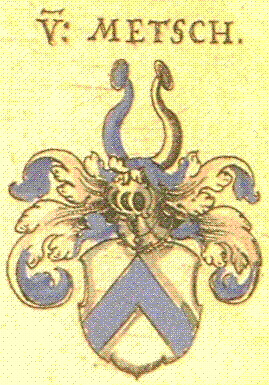
Wappen derer von Metsch in Siebmachers Wappenbuch
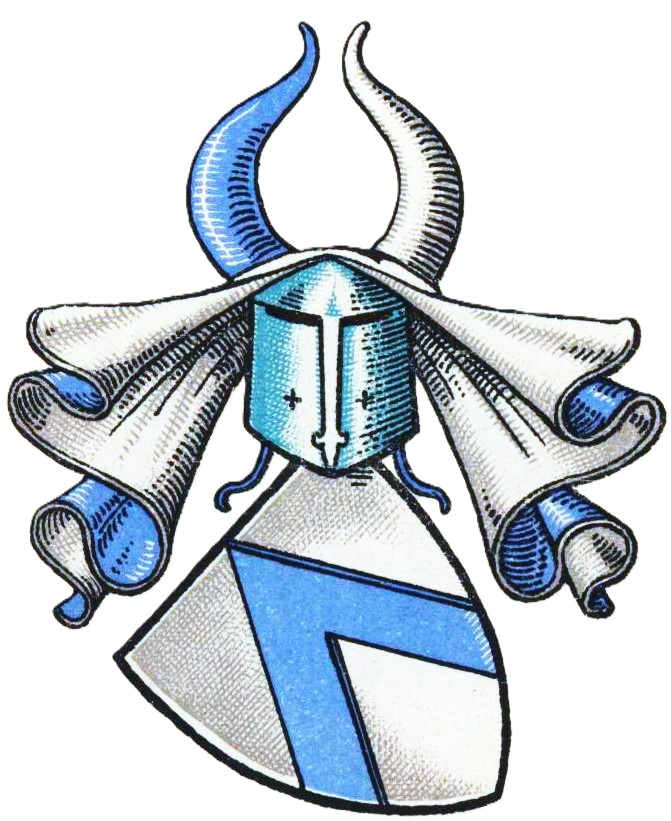
Wappen derer von Metsch im Wappenbuch des Westfälischen Adels
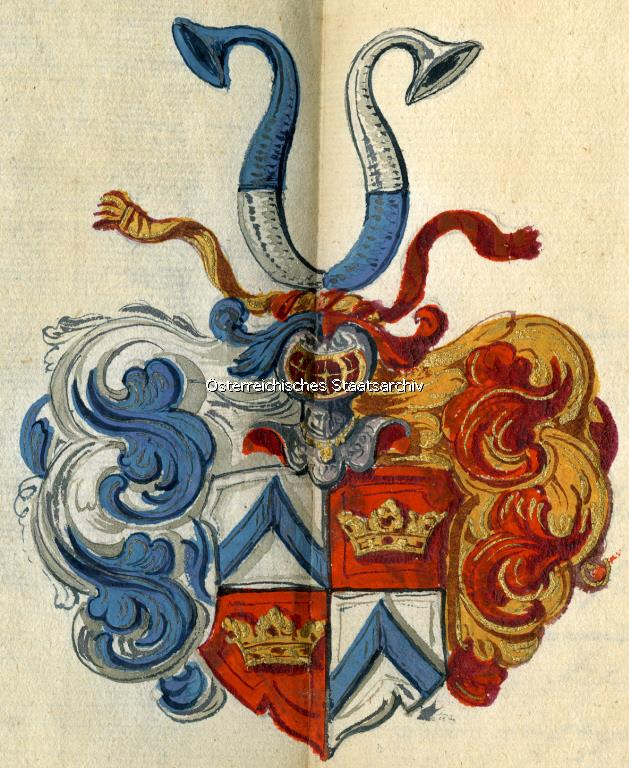
Wappen der Freiherren von Metsch (1699)
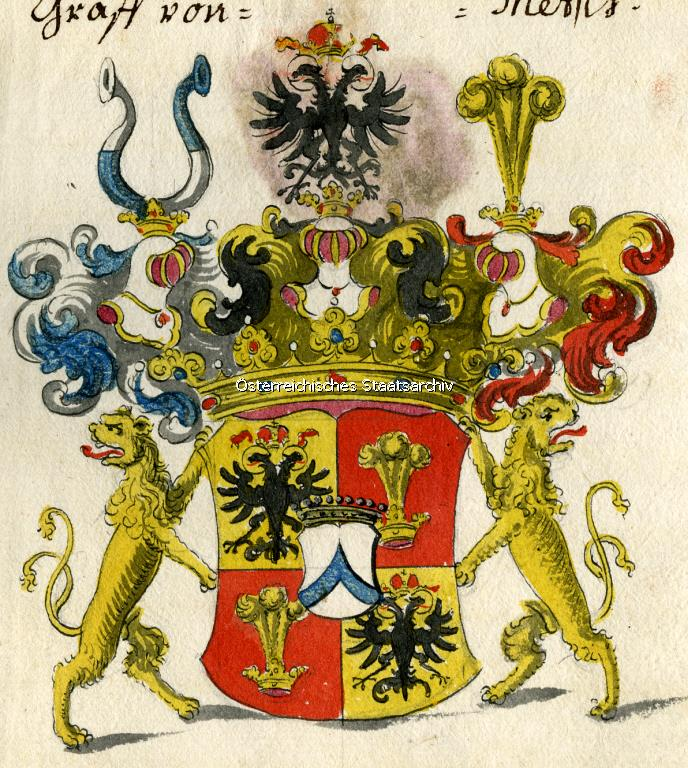
Gebessertes Wappen der Grafen von Metsch (1734)

## Bekannte Vertreter
- Emil von Metsch (1825–1866), Rittergutsbesitzer und Landtagsabgeordneter
- Friedrich von Metzsch (1579–1655), kursächsischer Geheimer Rat, Konsistorialpräsident, Reichspfennigmeister
- Friedrich-August von Metzsch (1920–2015[9]), deutscher Soldat und Ehrenkommendator des Johanniterorden
- Georg von Metzsch-Reichenbach (1836–1927), deutscher Politiker, MdL Sachsen
- Georg von Metzsch-Reichenbach (Hofbeamter) (1864–1931), deutscher Hofbeamter
- Gustav von Metzsch (1835–1900), deutscher Hofbeamter und Politiker, MdL Sachsen
- Hans von Metzsch († 1483), Landvogt in Altenburg
- Heinrich Christoph Metzsch (Domdechant) († 1680), deutscher Rittergutsbesitzer und Domdechant
- Heinrich Christoph Metzsch (Konsistorialpräsident) (1655–1712), deutscher Rittergutsbesitzer, Domherr und Konsistorialpräsident
- Horst von Metzsch (1874–1946), General der Artillerie und Militärhistoriker
- Joachim Christian von Metsch (1583–1640), anhaltischer Kammerrat, Mitglied der Fruchtbringenden Gesellschaft (der Tüchtige)
- Johann Adolf von Metsch (1672–1740), deutscher Jurist und Staatsbeamter
- Johann Ernst von Metsch (1629–1710), deutscher Landrat
- Joseph Levin von Metzsch (1501–1571), Humanist, Lutheraner, führte 1526 die Reformation in der Herrschaft Mylau ein
- Karl von Metzsch (1804–1880), deutscher Rittergutsbesitzer und Politiker
- Sebastian Hildebrand von Metzsch (1623–1666), kursächsischer Minister
- Thuisko von Metzsch (1918–1994), deutscher Unternehmer